# Хладан (филм)
Хладан (тур. Uzak) је турски филм из 2002. режисера Нурија Билгеа Џејлана. Објављен је као Distant у Северној Америци, што је дослован превод наслова са турског.
Филм је добио 31 награду, укључујући награду за најбољег глумца у Кану, Специјалну награду жирија у Чикагу и награду за најбољи балкански филм на Међународном филмском фестивалу у Софији.

## Прича
Хладан је прича причу о Јусуфу, младом фабричком раднику који остаје без посла и одлази у Истанбул да остане код свог рођака Махмута док тражи посао. Махмут је релативно богат, интелектуалан и фотограф, док је Јусуф готово неписмен, необразован и несофистициран. Њих двоје се не слажу добро. Јусуф претпоставља да ће лако наћи посао као морнар, али посла нема, а нема ни осећај шта жели са животом ни енергију. У међувремену, и Махмут је, упркос свом богатству, бесциљан: његов посао, који се састоји од фотографисања плочица, досадан је и неуметнички, једва може да искаже емоције према бившој жени или љубавници, и док се претвара да ужива у интелектуалним филмским ствараоцима попут Андреја Тарковски, он мења канале да гледа порнографију чим Јусуф изађе из собе.
Махмут покушава да се повеже са Јусуфом и поврати своју љубав према уметности тако што га води у вожњу да фотографише прелепу турску природу, али покушај је неуспешан. На крају филма, Јусуф одлази без јављања Махмуту, који остаје да седи поред докова, посматрајући бродове сам.

## Глумачка подела
- Музафер Оздемир као Махмут
- Мехмет Емин Топрак као Јусуф
- Зухал Генцер као Назан
- Назан Кирилмис као љубавница
- Феридун Коч као домар
- Фатма Џејлан као мајка

## Продукција
Џејлан је снимио филм са екипом од 5 људи, и изјавио је да је пронашао тело професора француског на горњем спрату стана у коме је живео, тако да је био веома погођен овим инцидентом и укључен је у филм.
Хладан је био последњи филм у којем ће глумити Мехмет Емин Топрак, који је погинуо у саобраћајној несрећи убрзо након завршетка снимања. Имао је 28 година.

## Пријем
Филмски критичари похвалили су Хладан. На Rotten Tomatoes филм има оцену „проверено свеже” од 89%, на основу 44 критике, са просечном оценом 7,75/10. Критички консензус сајта гласи: „Невероватно лепа, удаљена преноси свеске са својом готово свеприсутном тишином“. На Метакритику, филм има оцену 84 од 100, на основу критика 18 критичара, што указује на „универзално признање“ за филм.
Том Досон из Би -Би-Сија описује филм као „богато контемплативан и тром рад” и додаје „Мало је недавних филмова који су били толико успешни у хватању начина на који људи пролазе кроз своје животе, неспособни да пренесу своје емоције и осећања”. Дејвид Стерит из часописа The Christian Science Monitor описује филм као „драму за акутно посматрање“.
Хладан је освојио 17 награда и 2 номинације, укључујући Prix d'interprétation masculine, које су поделила два главна глумца филма на Филмском фестивалу у Кану 2003. године.
Године 2019, режисер Ендру Хејг прогласио је Хладан најбољим филмом 21. века, похваливши га као „један од најбољих филмова о усамљености икада снимљених“.